# Liste der Kulturdenkmäler in Eppenrod
In der Liste der Kulturdenkmäler in Eppenrod sind alle Kulturdenkmäler der rheinland-pfälzischen Ortsgemeinde Eppenrod aufgeführt. Grundlage ist die Denkmalliste des Landes Rheinland-Pfalz (Stand: 8. Dezember 2023).

## Einzeldenkmäler
| Bezeichnung                          | Lage                        | Baujahr                            | Beschreibung | Bild                           |
| ------------------------------------ | --------------------------- | ---------------------------------- | --- | ------------------------------ |
| Wohnhaus                             | Bergstraße 1 Lage           | 18. Jahrhundert                    | Fachwerkhaus, teilweise massiv und verkleidet, 18. Jahrhundert | weitere Bilder Fotos hochladen |
| Wohnhaus                             | Bornstraße 2 Lage           | 18. Jahrhundert                    | Fachwerkhaus, 18. Jahrhundert | Fotos hochladen                |
| Hofanlage                            | Hauptstraße 1 Lage          | 18. Jahrhundert                    | Hofanlage; Fachwerkhaus, 18. Jahrhundert, Fachwerkscheune, teilweise massiv, erste Hälfte des 19. Jahrhunderts                                                      | weitere Bilder Fotos hochladen |
| Wohnhaus                             | Heistenbacher Straße 5 Lage | 17. oder 18. Jahrhundert           | verputztes Fachwerkhaus, wohl aus dem 17. oder 18. Jahrhundert | weitere Bilder Fotos hochladen |
| Evangelische Pfarrkirche St. Andreas | Isselbacher Straße 2 Lage   |                                    | romanischer Westturm, spätromanisches Chorjoch, Schiff aus dem 18. Jahrhundert                                                                                      | weitere Bilder Fotos hochladen |
| Pfarrhaus                            | Isselbacher Straße 4 Lage   | zweite Hälfte des 17. Jahrhunderts | stattliches Wohnhaus, teilweise massiv und verschiefert, Zierfachwerk eventuell noch aus der zweiten Hälfte des 17. Jahrhunderts, direkt östlich der Kirche gelegen | weitere Bilder Fotos hochladen |